# 九龍巴士HK3線
九龍巴士HK3線是香港的一條巴士路線，由粉嶺鐵路站（粉嶺車站路）往來粉嶺奧運馬術比賽場地（雙魚河）。

## 歷史及簡介
為方便市民及遊客到香港觀賞2008年夏季奧林匹克運動會馬術比賽，以及方便市民到達粉嶺奧運馬術比賽場地（雙魚河）參與有關團體之活動，九龍巴士特此開辦HK3線。本線首班車於2008年8月8日13:45於粉嶺鐵路站（粉嶺車站路）及14:05於粉嶺奧運馬術比賽場地（雙魚河）開出。

## 服務時間

### 粉嶺鐵路站（粉嶺車站路）開

#### 2008年8月8日
- 1345-1745
  - 每15分鐘一班

#### 2008年8月11日
- 0600-1310
  - 每3-10分鐘一班

### 香港奧運馬術比賽場地（雙魚河）開

#### 2008年8月8日
- 1345-1745
  - 每15分鐘一班

#### 2008年8月11日
- 1405-1805
  - 每3-10分鐘一班

## 收費
- 全程：$6.3
  - 乘客如持有當日有效的奧運馬術比賽門票，可免費乘搭該線。

## 特色
本線與HK1及HK2線一樣，由九巴四間車廠共同派車，並使用排放標準達歐盟3期或以上的車種行走。